# Sejm Rzeczypospolitej Polskiej VII kadencji
Sejm VII kadencji – skład Sejmu VII kadencji wyłoniony został w wyborach do Sejmu i Senatu przeprowadzonych 9 października 2011.

## Kadencja Sejmu
Kadencja Sejmu rozpoczęła się z dniem zebrania się Sejmu na pierwsze posiedzenie zwołane przez Prezydenta RP Bronisława Komorowskiego na 8 listopada 2011, a upłynęła w przeddzień pierwszego posiedzenia VIII kadencji Sejmu RP, 11 listopada 2015 roku.

## Posiedzenia Sejmu
Terminarz posiedzeń Sejmu
1. posiedzenie: 8 XI, 17 XI, 18 XI, 19 XI, 1 XII 2011
2. posiedzenie: 1 XII 2011
3. posiedzenie: 14 XII, 15 XII, 16 XII 2011
4. posiedzenie: 21 XII, 22 XII 2011
5. posiedzenie: 11 I, 12 I, 13 I 2012
6. posiedzenie: 25 I, 26 I, 27 I 2012
7. posiedzenie: 27 I 2012
8. posiedzenie: 15 II, 16 II, 17 II 2012
9. posiedzenie: 28 II, 29 II, 1 III, 2 III 2012
10. posiedzenie: 14 III, 15 III, 16 III 2012
11. posiedzenie: 28 III, 29 III, 30 III 2012
12. posiedzenie: 11 IV, 12 IV, 13 IV 2012
13. posiedzenie: 25 IV, 26 IV, 27 IV 2012
14. posiedzenie: 9 V, 10 V, 11 V 2012
15. posiedzenie: 23 V, 24 V, 25 V 2012
16. posiedzenie: 13 VI, 14 VI, 15 VI 2012
17. posiedzenie: 26 VI, 27 VI, 28 VI 2012
18. posiedzenie: 11 VII, 12 VII, 13 VII 2012
19. posiedzenie: 24 VII, 25 VII, 26 VII, 27 VII 2012
20. posiedzenie: 29 VIII, 30 VIII 2012
21. posiedzenie: 11 IX, 12 IX, 13 IX, 14 IX 2012
22. posiedzenie: 26 IX, 27 IX, 28 IX 2012
23. posiedzenie: 10 X, 11 X, 12 X 2012
24. posiedzenie: 23 X, 24 X 2012
25. posiedzenie: 7 XI, 8 XI, 9 XI 2012
26. posiedzenie: 15 XI, 16 XI 2012
27. posiedzenie: 21 XI, 22 XI, 23 XI 2012
28. posiedzenie: 5 XII, 6 XII, 7 XII 2012
29. posiedzenie: 10 XII, 11 XII, 12 XII 2012
30. posiedzenie: 12 XII, 13 XII 2012, 14 XII 2012
31. posiedzenie: 3 I, 4 I 2013
32. posiedzenie: 23 I, 24 I, 25 I 2013
33. posiedzenie: 6 II, 7 II, 8 II 2013
34. posiedzenie: 19 II, 20 II, 21 II, 22 II 2013
35. posiedzenie: 6 III, 7 III, 8 III 2013
36. posiedzenie: 20 III, 21 III, 22 III 2013
37. posiedzenie: 3 IV, 4 IV, 5 IV 2013
38. posiedzenie: 17 IV, 18 IV, 19 IV 2013
39. posiedzenie: 8 V, 9 V, 10 V 2013
40. posiedzenie: 14 V 2013
41. posiedzenie: 22 V, 23 V, 24 V 2013
42. posiedzenie: 28 V 2013
43. posiedzenie: 12 VI, 13 VI, 14 VI 2013
44. posiedzenie: 19 VI, 20 VI, 21 VI 2013
45. posiedzenie: 10 VII, 11 VII, 12 VII 2013
46. posiedzenie: 23 VII, 24 VII, 25 VII, 26 VII 2013
47. posiedzenie: 27 VIII, 28 VIII, 29 VIII, 30 VIII 2013
48. posiedzenie: 11 IX, 12 IX 2013
49. posiedzenie: 13 IX 2013
50. posiedzenie: 25 IX, 26 IX, 27 IX 2013
51. posiedzenie: 9 X, 10 X, 11 X 2013
52. posiedzenie: 22 X, 23 X, 24 X 2013
53. posiedzenie: 6 XI, 7 XI, 8 XI 2013
54. posiedzenie: 20 XI, 21 XI, 22 XI 2013
55. posiedzenie: 3 XII, 4 XII, 5 XII, 6 XII 2013
56. posiedzenie: 11 XII, 12 XII, 13 XII 2013
57. posiedzenie: 13 XII 2013
58. posiedzenie: 8 I, 9 I, 10 I 2014
59. posiedzenie: 22 I, 23 I, 24 I 2014
60. posiedzenie: 5 II, 6 II, 7 II 2014
61. posiedzenie: 19 II, 20 II, 21 II 2014
62. posiedzenie: 5 III 2014
63. posiedzenie: 12 III, 13 III, 14 III 2014
64. posiedzenie: 19 III, 20 III, 21 III 2014
65. posiedzenie: 2 IV, 3 IV, 4 IV 2014
66. posiedzenie: 23 IV, 24 IV 2014
67. posiedzenie: 7 V, 8 V, 9 V 2014
68. posiedzenie: 28 V, 29 V, 30 V 2014
69. posiedzenie: 5 VI, 6 VI, 10 VI 2014
70. posiedzenie: 24 VI, 25 VI, 26 VI 2014
71. posiedzenie: 9 VII, 10 VII, 11 VII 2014
72. posiedzenie: 22 VII, 23 VII, 24 VII, 25 VII 2014
73. posiedzenie: 27 VIII, 28 VIII, 29 VIII 2014
74. posiedzenie: 10 IX, 11 IX, 12 IX 2014
75. posiedzenie: 24 IX, 25 IX, 26 IX 2014
76. posiedzenie: 1 X 2014
77. posiedzenie: 8 X, 9 X, 10 X 2014
78. posiedzenie: 21 X, 22 X, 23 X 2014
79. posiedzenie: 5 XI, 6 XI, 7 XI 2014
80. posiedzenie: 26 XI, 27 XI, 28 XI 2014
81. posiedzenie: 3 XII, 4 XII, 5 XII 2014
82. posiedzenie: 16 XII, 17 XII
83. posiedzenie: 17 XII, 18 XII, 19 XII 2014
84. posiedzenie: 13 I, 14 I, 15 I, 16 I 2015
85. posiedzenie: 22 I 2015
86. posiedzenie: 4 II, 5 II, 6 II 2015
87. posiedzenie: 18 II, 19 II, 20 II 2015
88. posiedzenie: 3 III, 4 III, 5 III 2015
89. posiedzenie: 18 III, 19 III, 20 III 2015
90. posiedzenie: 8 IV, 9 IV 2015
91. posiedzenie: 22 IV, 23 IV, 24 IV 2015
92. posiedzenie: 13 V, 14 V, 15 V 2015
93. posiedzenie: 26 V, 27 V 2015
94. posiedzenie: 10 VI, 11 VI, 12 VI 2015
95. posiedzenie: 23 VI, 24 VI, 25 VI 2015
96. posiedzenie: 7 VII, 8 VII, 9 VII, 10 VII 2015
97. posiedzenie: 21 VII, 22 VII, 23 VII, 24 VII 2015
98. posiedzenie: 4 VIII, 5 VIII 2015
99. posiedzenie: 9 IX, 10 IX, 11 IX 2015
100. posiedzenie: 16 IX
101. posiedzenie: 23 IX, 24 IX, 25 IX 2015
102. posiedzenie: 8 X, 9 X 2015

## Marszałek Sejmu
Obowiązki Marszałka Seniora w dniu 8 listopada 2011 do chwili podjęcia uchwały o wyborze Marszałka Sejmu pełnił poseł Józef Zych (Polskie Stronnictwo Ludowe). Marszałka Seniora wyznaczył Prezydent RP Bronisław Komorowski spośród grupy posłów o najstarszym wieku.
Marszałek Sejmu VII kadencji:
- Ewa Kopacz (Platforma Obywatelska) od 8 XI 2011 do 22 IX 2014[2]
- p.o. Jerzy Wenderlich (Sojusz Lewicy Demokratycznej) od 22 IX 2014 do 24 IX 2014
- Radosław Sikorski (Platforma Obywatelska) od 24 IX 2014 do 22 VI 2015[3]
- p.o. Jerzy Wenderlich (Sojusz Lewicy Demokratycznej) od 23 VI 2015 do 25 VI 2015
- Małgorzata Kidawa-Błońska (Platforma Obywatelska) od 25 VI 2015

## Wicemarszałkowie Sejmu
Zgodnie z uchwałą z 8 listopada 2011, liczbę wicemarszałków ustalono na pięciu. Wicemarszałkami zostali wybrani:
- Eugeniusz Grzeszczak (PSL) od 8 XI 2011[5]
- Marek Kuchciński (PiS) od 8 XI 2011[5]
- Wanda Nowicka (Ruch Palikota, następnie posłanka niezrzeszona) od 8 XI 2011[6]
- Jerzy Wenderlich (SLD) od 8 XI 2011[5]
- Cezary Grabarczyk (PO) od 8 XI 2011[5] do 22 IX 2014
- Elżbieta Radziszewska (PO) od 24 IX 2014[7]

## Prezydium Sejmu
W skład Prezydium Sejmu wchodzą marszałek oraz wicemarszałkowie Sejmu RP. Skład prezydium:
- Małgorzata Kidawa-Błońska (PO) – marszałek Sejmu RP
- Elżbieta Radziszewska (PO) – wicemarszałek Sejmu RP
- Eugeniusz Grzeszczak (PSL) – wicemarszałek Sejmu RP
- Marek Kuchciński (PiS) – wicemarszałek Sejmu RP
- Wanda Nowicka (posłanka niezrzeszona) – wicemarszałek Sejmu RP
- Jerzy Wenderlich (SLD) – wicemarszałek Sejmu RP

## Konwent Seniorów
W skład Konwentu Seniorów wchodzą marszałek, wicemarszałkowie Sejmu RP oraz przewodniczący lub wiceprzewodniczący klubów lub kół. Skład prezydium:
- Małgorzata Kidawa-Błońska (PO) – marszałek Sejmu RP
- Elżbieta Radziszewska (PO) – wicemarszałek Sejmu RP
- Eugeniusz Grzeszczak (PSL) – wicemarszałek Sejmu RP
- Marek Kuchciński (PiS) – wicemarszałek Sejmu RP
- Wanda Nowicka (posłanka niezrzeszona) – wicemarszałek Sejmu RP
- Jerzy Wenderlich (SLD) – wicemarszałek Sejmu RP
- Mariusz Błaszczak (PiS) – przewodniczący klubu
- Jan Bury (PSL) – przewodniczący klubu
- Jarosław Gowin (ZP) – przewodniczący klubu
- Rafał Grupiński (PO) – przewodniczący klubu
- Leszek Miller (SLD) – przewodniczący klubu

## Kluby i koła parlamentarne
| Klub/Koło             | Nazwa                                               | Przewodniczący        | Data powstania        | Liczba posłów    | Liczba posłów            | +/-  |
| Klub/Koło             | Nazwa                                               | Przewodniczący        | Data powstania        | w dniu powstania | w ostatnim dniu kadencji | +/-  |
| --------------------- | --------------------------------------------------- | --------------------- | --------------------- | ---------------- | ------------------------ | ---- |
| Klub                  | Platforma Obywatelska                               | Rafał Grupiński       | 8 XI 2011             | 207              | 197                      | - 10 |
| Klub                  | Prawo i Sprawiedliwość                              | Mariusz Błaszczak     | 8 XI 2011             | 138              | 134                      | – 4  |
| Klub                  | Polskie Stronnictwo Ludowe                          | Jan Bury              | 8 XI 2011             | 28               | 38                       | + 10 |
| Klub                  | Sojusz Lewicy Demokratycznej                        | Leszek Miller         | 8 XI 2011             | 26               | 35                       | + 9  |
| Klub                  | Zjednoczona Prawica                                 | Jarosław Gowin        | 15 VII 2014           | 15               | 16                       | + 1  |
| Koło                  | Ruch Palikota (od 6 X 2013 do 5 III 2015 Twój Ruch) | Jerzy Borkowski       | 5 III 2015            | 11               | 11                       | 0    |
| Koło                  | Biało-Czerwoni                                      | Jacek Najder          | 29 VI 2015            | 4                | 4                        | 0    |
| posłowie niezrzeszeni | posłowie niezrzeszeni                               | posłowie niezrzeszeni | posłowie niezrzeszeni | 2                | 25                       | +23  |

## Komisje
Zgodnie z regulaminem w Sejmie jest 27 komisji stałych. Komisje stałe dzieli się na trzy kategorie: duże, średnie, małe. Niektórych komisji ten podział nie obowiązuje (m.in. komisji do Spraw Służb Specjalnych). Oprócz nich Sejm może powołać komisje nadzwyczajne oraz komisje śledcze.

### Komisje stałe

#### Liczba miejsc przysługująca klubom i kołu
| Klub                         | Rodzaj komisji | Rodzaj komisji | Rodzaj komisji | Komisja ds. Unii Europejskiej | Komisja ds. Służb Specjalnych | Komisja Etyki Poselskiej |
| Klub                         | duża           | średnia        | mała           | Komisja ds. Unii Europejskiej | Komisja ds. Służb Specjalnych | Komisja Etyki Poselskiej |
| ---------------------------- | -------------- | -------------- | -------------- | ----------------------------- | ----------------------------- | ------------------------ |
| Platforma Obywatelska        | 18             | 12             | 8              | 21                            | 4                             | 1                        |
| Prawo i Sprawiedliwość       | 12             | 8              | 5              | 14                            | 2                             | 1                        |
| Polskie Stronnictwo Ludowe   | 2              | 2              | 1              | 3                             | 1                             | 1                        |
| Sojusz Lewicy Demokratycznej | 2              | 2              | 1              | 3                             | 1                             | 1                        |
| Zjednoczona Prawica          | 1              | 1              | 1              | 2                             | 0                             | 1                        |
| Ruch Palikota                | 1              | 1              | 1              | 0                             | 1                             | 0                        |
| Łącznie                      | 36             | 26             | 17             | 43                            | 9                             | 5                        |

#### Lista komisji
| Nazwa                                               | Skrót | Rodzaj                 | Przewodniczący                | Klub | Data powstania | Liczba posłów | strona |
| --------------------------------------------------- | ----- | ---------------------- | ----------------------------- | ---- | -------------- | ------------- | ------ |
| Administracji i Cyfryzacji                          | ACF   | średnia                | Andrzej Orzechowski           | PO   | 8 XI 2012      | 26            | www    |
| do Spraw Kontroli Państwowej                        | KOP   | mała                   | Mariusz Błaszczak             | PiS  | 17 XI 2011     | 17            | www    |
| do Spraw Służb Specjalnych                          | KSS   | według odrębnych zasad | Stanisław Wziątek             | SLD  | 17 XI 2011     | 9             | www    |
| do Spraw Unii Europejskiej                          | SUE   | według odrębnych zasad | Agnieszka Pomaska             | PO   | 17 XI 2011     | 40            | www    |
| Edukacji, Nauki i Młodzieży                         | ENM   | duża                   | Piotr Bauć                    | RP   | 17 XI 2011     | 37            | www    |
| Etyki Poselskiej                                    | EPS   | według odrębnych zasad | Elżbieta Witek                | PiS  | 17 XI 2011     | 5             | www    |
| Finansów Publicznych                                | FPB   | duża                   | Krystyna Skowrońska           | PO   | 17 XI 2011     | 56            | www    |
| Gospodarki                                          | GOS   | duża                   | Wojciech Jasiński             | PiS  | 17 XI 2011     | 43            | www    |
| Infrastruktury                                      | INF   | duża                   | Stanisław Żmijan              | PO   | 17 XI 2011     | 41            | www    |
| Innowacyjności i Nowoczesnych Technologii           | INT   | mała                   | Witold Czarnecki              | PiS  | 17 XI 2011     | 19            | www    |
| Kultury Fizycznej, Sportu i Turystyki               | KFS   | duża                   | Ireneusz Raś                  | PO   | 17 XI 2011     | 42            | www    |
| Kultury i Środków Przekazu                          | KSP   | średnia                | Iwona Śledzińska-Katarasińska | PO   | 17 XI 2011     | 28            | www    |
| Łączności z Polakami za Granicą                     | LPG   | mała                   | Adam Lipiński                 | PiS  | 17 XI 2011     | 19            | www    |
| Mniejszości Narodowych i Etnicznych                 | MNE   | mała                   | Miron Sycz                    | PO   | 17 XI 2011     | 17            | www    |
| Obrony Narodowej                                    | OBN   | średnia                | Stefan Niesiołowski           | PO   | 17 XI 2011     | 31            | www    |
| Ochrony Środowiska, Zasobów Naturalnych i Leśnictwa | OSZ   | średnia                | Stanisław Żelichowski         | PSL  | 17 XI 2011     | 25            | www    |
| Odpowiedzialności Konstytucyjnej                    | ODK   | mała                   | Robert Kropiwnicki            | PO   | 17 XI 2011     | 19            | www    |
| Polityki Senioralnej                                | PSN   | średnia                | Michał Szczerba               | PO   | 9 V 2014       | 26            | www    |
| Polityki Społecznej i Rodziny                       | PSR   | duża                   | Sławomir Piechota             | PO   | 17 XI 2011     | 39            | www    |
| Regulaminowa i Spraw Poselskich                     | RSP   | mała                   | Maciej Mroczek                | RP   | 17 XI 2011     | 18            | www    |
| Rolnictwa i Rozwoju Wsi                             | RRW   | duża                   | Krzysztof Jurgiel             | PiS  | 17 XI 2011     | 39            | www    |
| Samorządu Terytorialnego i Polityki Regionalnej     | STR   | średnia                | Piotr Zgorzelski              | PSL  | 17 XI 2011     | 28            | www    |
| Skarbu Państwa                                      | SUP   | średnia                | Tadeusz Aziewicz              | PO   | 17 XI 2011     | 27            | www    |
| Spraw Wewnętrznych                                  | ASW   | duża                   | Marek Wójcik                  | PO   | 17 XI 2011     | 38            | www    |
| Spraw Zagranicznych                                 | SZA   | średnia                | Robert Tyszkiewicz            | PO   | 17 XI 2011     | 27            | www    |
| Sprawiedliwości i Praw Człowieka                    | SPC   | średnia                | Stanisława Prządka            | SLD  | 17 XI 2011     | 27            | www    |
| Ustawodawcza                                        | UST   | średnia                | Wojciech Szarama              | PiS  | 17 XI 2011     | 33            | www    |
| Zdrowia                                             | ZDR   | duża                   | Tomasz Latos                  | PiS  | 17 XI 2011     | 41            | www    |

### Komisje nadzwyczajne
| Nazwa | Skrót | Przewodniczący   | Klub | Data powstania        | Data zakończenia       | Liczba posłów | strona |
| --- | ----- | ---------------- | ---- | --------------------- | ---------------------- | ------------- | ------ |
| Komisja Nadzwyczajna do spraw zmian w kodyfikacjach | NKK   | Witold Pahl      | PO   | 13 stycznia 2012(dts) | 11 listopada 2015(dts) | 18            | www    |
| Komisja Nadzwyczajna do spraw związanych z ograniczaniem biurokracji | NDR   | Maria Janyska    | PO   | 9 listopada 2012(dts) | 11 listopada 2015(dts) | 21            | www    |
| Komisja Nadzwyczajna do rozpatrzenia projektów ustaw z zakresu prawa spółdzielczego | NPS   | Marek Gos        | PSL  | 25 stycznia 2013(dts) | 11 listopada 2015(dts) | 24            | www    |
| Komisja Nadzwyczajna do spraw energetyki i surowców energetycznych | NES   | Tomasz Nowak     | PO   | 8 listopada 2013(dts) | 11 listopada 2015(dts) | 27            | www    |
| Komisja Nadzwyczajna do rozpatrzenia niektórych projektów ustaw z zakresu zabezpieczenia społecznego | NZS   | Sławomir Neumann | PO   | 27 kwietnia 2012(dts) | 6 czerwca 2012(dts)    | 26            | www    |
| Komisja Nadzwyczajna do rozpatrzenia poselskiego projektu ustawy o zmianie ustawy – Kodeks karny oraz ustawy Kodeks karny wykonawczy i rządowego projektu ustawy o postępowaniu wobec osób z zaburzeniami psychicznymi stwarzających zagrożenie życia, zdrowia lub wolności seksualnej innych osób | NZP   | Ligia Krajewska  | PO   | 30 sierpnia 2013(dts) | 3 grudnia 2014(dts)    | 16            | www    |

## Zespoły parlamentarne
| Nazwa | Przewodniczący                | Klub  | Data powstania            | Data zakończenia       | Liczba członków | Liczba członków | Liczba członków | strona |
| Nazwa | Przewodniczący                | Klub  | Data powstania            | Data zakończenia       | posłów          | senatorów       | razem           | strona |
| --- | ----------------------------- | ----- | ------------------------- | ---------------------- | --------------- | --------------- | --------------- | ------ |
| Dolnośląski Zespół Parlamentarny | Ewa Wolak                     | PO    | 26 kwietnia 2012(dts)     | 11 listopada 2015(dts) | 25              | 3               | 28              | www    |
| Karkonosko-Izerski Zespół Parlamentarny | Zofia Czernow                 | PO    | 14 marca 2012(dts)        | 11 listopada 2015(dts) | 9               | 1               | 10              | www    |
| Kaszubski Zespół Parlamentarny | Kazimierz Kleina              | PO    | 17 listopada 2011(dts)    | 11 listopada 2015(dts) | 11              | 9               | 20              | www    |
| Kujawsko-Pomorski Zespół Parlamentarny | Michał Wojtczak               | PO    | 19 lutego 2014(dts)       | 11 listopada 2015(dts) | 23              | 5               | 28              | www    |
| Lubelski Zespół Parlamentarny | Genowefa Tokarska             | PSL   | 12 stycznia 2012(dts)     | 11 listopada 2015(dts) | 23              | 5               | 28              | www    |
| Łódzki Zespół Parlamentarny | John Godson                   | PSL   | 8 listopada 2011(dts)     | 11 listopada 2015(dts) | 18              | 3               | 21              | www    |
| Małopolski Zespół Parlamentarny | Józef Lassota                 | PO    | 12 stycznia 2012(dts)     | 11 listopada 2015(dts) | 30              | 3               | 33              | www    |
| Parlamentarna Grupa ds. Autyzmu | Katarzyna Hall                | PO    | 15 lutego 2012(dts)       | 11 listopada 2015(dts) | 22              | 2               | 24              | www    |
| Parlamentarna Grupa Kobiet | Bożena Szydłowska             | PO    | 11 stycznia 2012(dts)     | 11 listopada 2015(dts) | 57              | 3               | 60              | www    |
| Parlamentarna Grupa Rowerowa | Ewa Wolak                     | PO    | 1 grudnia 2011(dts)       | 11 listopada 2015(dts) | 19              | 1               | 20              | www    |
| Parlamentarny Zespół Brydża Sportowego | Tomasz Latos                  | PiS   | 23 maja 2012(dts)         | 11 listopada 2015(dts) | 8               | 1               | 9               | www    |
| Parlamentarny Zespół Chrześcijański Ruch Społeczny | John Godson                   | PSL   | 5 marca 2015(dts)         | 11 listopada 2015(dts) | 5               | 0               | 5               | www    |
| Parlamentarny Zespół Cyfryzacji, Innowacyjności i Przedsiębiorczości                                                                                              | Jan Kaźmierczak               | PO    | 19 listopada 2011(dts)    | 11 listopada 2015(dts) | 25              | 1               | 26              | www    |
| Parlamentarny Zespół Członków i Sympatyków Ruchu Światło-Życie, Akcji Katolickiej oraz Stowarzyszenia Rodzin Katolickich                                          | Robert Telus                  | PiS   | 23 maja 2012(dts)         | 11 listopada 2015(dts) | 52              | 2               | 54              | www    |
| Parlamentarny Zespół do spraw Białorusi | Robert Tyszkiewicz            | PO    | 2 marca 2012(dts)         | 11 listopada 2015(dts) | 10              | 0               | 10              | www    |
| Parlamentarny Zespół do spraw budowy drogi ekspresowej S 11 | Jerzy Polaczek                | PiS   | 14 czerwca 2013(dts)      | 11 listopada 2015(dts) | 27              | 0               | 27              | www    |
| Parlamentarny Zespół do spraw Kresów, Kresowian i Dziedzictwa Ziem Wschodnich Dawnej Rzeczypospolitej                                                             | Marek Ast                     | PiS   | 20 marca 2013(dts)        | 11 listopada 2015(dts) | 26              | 0               | 26              | www    |
| Parlamentarny Zespół do Spraw Obniżenia Cen Paliw w Polsce | Patryk Jaki                   | SP    | 17 stycznia 2012(dts)     | 19 lutego 2013(dts)    | 19              | 0               | 19              | www    |
| Parlamentarny Zespół do spraw współpracy gospodarczej pomiędzy Republiką Iraku i Rzeczpospolitą Polską                                                            | Marek Stolarski               | SLD   | 9 maja 2014(dts)          | 11 listopada 2015(dts) | 8               | 0               | 8               | www    |
| Parlamentarny Zespół Dobrych Zmian – DobreZmiany.org | Jarosław Gowin                | ZP    | 19 czerwca 2013(dts)      | 11 listopada 2015(dts) | 18              | 0               | 18              | www    |
| Parlamentarny Zespół ds. Afryki | John Godson                   | PSL   | 8 listopada 2011(dts)     | 11 listopada 2015(dts) | 30              | 1               | 31              | www    |
| Parlamentarny Zespół ds. Bezpieczeństwa Ruchu Drogowego | Beata Bublewicz               | PO    | 1 grudnia 2011(dts)       | 11 listopada 2015(dts) | 45              | 0               | 45              | www    |
| Parlamentarny Zespół ds. Budowy Dolnośląskiego Odcinka Drogi S8                                                                                                   |                               |       | 16 stycznia 2015(dts)     | 11 listopada 2015(dts) | 8               | 0               | 8               | www    |
| Parlamentarny Zespół ds. budowy obwodnic Łodzi – A1 i S14 | Dariusz Joński                | SLD   | 6 czerwca 2014(dts)       | 11 listopada 2015(dts) | 12              | 1               | 13              | www    |
| Parlamentarny Zespół ds. Budowy Szpitala Dziecięcego w Poznaniu                                                                                                   | Marek Niedbała                | SLD   | 26 listopada 2014(dts)    | 11 listopada 2015(dts) | 11              | 1               | 12              | www    |
| Parlamentarny Zespół ds. Chorób Rzadkich | Barbara Czaplicka             | PO    | 16 lutego 2012(dts)       | 11 listopada 2015(dts) | 10              | 1               | 11              | www    |
| Parlamentarny Zespół ds. Diabetyków | Cezary Tomczyk                | PO    | 9 maja 2012(dts)          | 11 listopada 2015(dts) | 11              | 0               | 11              | www    |
| Parlamentarny Zespół ds. Dróg Wodnych i Turystyki Wodnej | Jadwiga Rotnicka              | PO    | 21 grudnia 2011(dts)      | 11 listopada 2015(dts) | 8               | 13              | 21              | www    |
| Parlamentarny Zespół ds. Dzieci | Alicja Chybicka               | PO    | 21 grudnia 2011(dts)      | 11 listopada 2015(dts) | 10              | 10              | 20              | www    |
| Parlamentarny Zespół ds. efektywnej regulacji gry w pokera | Artur Górczyński              | SLD   | 29 sierpnia 2013(dts)     | 11 listopada 2015(dts) | 10              | 0               | 10              | www    |
| Parlamentarny Zespół ds. ekonomii i przedsiębiorczości społecznej                                                                                                 | Joanna Bobowska               | PO    | 25 stycznia 2013(dts)     | 11 listopada 2015(dts) | 14              | 0               | 14              | www    |
| Parlamentarny Zespół ds. Energetyki | Andrzej Czerwiński            | PO    | 8 listopada 2011(dts)     | 11 listopada 2015(dts) | 42              | 10              | 52              | www    |
| Parlamentarny Zespół ds. Energii Odnawialnej i Gazowej | Henryk Kmiecik                | PSL   | 28 maja 2015(dts)         | 11 listopada 2015(dts) | 8               | 0               | 8               | www    |
| Parlamentarny Zespół ds. energii wiatrowej bezpiecznej dla ludzi i środowiska                                                                                     | Anna Zalewska                 | PiS   | 23 marca 2012(dts)        | 11 listopada 2015(dts) | 36              | 0               | 36              | www    |
| Parlamentarny Zespół ds. Gazu Łupkowego | Stanisław Lamczyk             | PO    | 26 stycznia 2012(dts)     | 11 listopada 2015(dts) | 20              | 0               | 20              | www    |
| Parlamentarny Zespół ds. Gospodarki Morskiej | Konstanty Oświęcimski         | PO    | 16 lutego 2012(dts)       | 11 listopada 2015(dts) | 20              | 0               | 20              | www    |
| Parlamentarny Zespół ds. Harcerstwa w Polsce i Poza Granicami Kraju                                                                                               | Kazimierz Wiatr               | PiS   | 21 grudnia 2011(dts)      | 11 listopada 2015(dts) | 5               | 2               | 7               | www    |
| Parlamentarny Zespół ds. Inteligentnych Systemów Transportowych i Logistycznych                                                                                   | Bartłomiej Bodio              | PSL   | 23 lipca 2013(dts)        | 11 listopada 2015(dts) | 11              | 0               | 11              | www    |
| Parlamentarny Zespół ds. Kultury i Tradycji Łowiectwa | Stanisław Wziątek             | SLD   | 29 lutego 2012(dts)       | 11 listopada 2015(dts) | 35              | 9               | 44              | www    |
| Parlamentarny Zespół ds. Leśnictwa, Ochrony Środowiska i Tradycji Łowieckich                                                                                      | Stanisław Gorczyca            | PO    | 22 grudnia 2011(dts)      | 11 listopada 2015(dts) | 0               | 14              | 14              | www    |
| Parlamentarny Zespół ds. Likwidacji Barier Rozwoju Narciarstwa, Turystyki i Sportów Górskich                                                                      | Piotr van der Coghen          | PO    | 18 listopada 2011(dts)    | 11 listopada 2015(dts) | 18              | 1               | 19              | www    |
| Parlamentarny Zespół ds. Łuszczycy | Ryszard Kalisz                | niez. | 12 września 2012(dts)     | 11 listopada 2015(dts) | 7               | 0               | 7               | www    |
| Parlamentarny Zespół ds. Mniejszości Polskiej w Niemczech | Dorota Arciszewska-Mielewczyk | PiS   | 3 grudnia 2013(dts)       | 11 listopada 2015(dts) | 11              | 0               | 11              | www    |
| Parlamentarny Zespół ds. Nowoczesnej Energetyki | Jacek Najder                  | BC    | 25 lipca 2012(dts)        | 11 listopada 2015(dts) | 14              | 0               | 14              | www    |
| Parlamentarny Zespół ds. Obrony Demokratycznego Państwa Prawa |                               |       | 29 sierpnia 2012(dts)     | 11 listopada 2015(dts) | 51              | 1               | 52              | www    |
| Parlamentarny Zespół ds. Obrony Ideałów „Solidarności” | Janusz Śniadek                | PiS   | 21 stycznia 2014(dts)     | 11 listopada 2015(dts) | 43              | 8               | 51              | www    |
| Parlamentarny Zespół ds. Obrony Wolności Słowa |                               |       | 14 marca 2012(dts)        | 11 listopada 2015(dts) | 70              | 15              | 85              | www    |
| Parlamentarny Zespół ds. Obywatelskiej Edukacji Prawnej i Ekonomicznej                                                                                            | Elżbieta Achinger             | PO    | 11 września 2014(dts)     | 11 listopada 2015(dts) | 14              | 0               | 14              | www    |
| Parlamentarny Zespół ds. Onkologii | Alicja Dąbrowska              | PO    | 10 maja 2013(dts)         | 11 listopada 2015(dts) | 22              | 2               | 24              | www    |
| Parlamentarny Zespół ds. Osób Głuchych | Artur Górczyński              | SLD   | 29 sierpnia 2013(dts)     | 11 listopada 2015(dts) | 17              | 0               | 17              | www    |
| Parlamentarny Zespół ds. Osób Niepełnosprawnych | Jan Libicki                   | PO    | 15 marca 2012(dts)        | 11 listopada 2015(dts) | 24              | 1               | 25              | www    |
| Parlamentarny Zespół ds. Osób Starszych | Mieczysław Augustyn           | PO    | 21 grudnia 2011(dts)      | 11 listopada 2015(dts) | 9               | 9               | 18              | www    |
| Parlamentarny Zespół ds. Piastówanio Ślónskij Godki |                               |       | 13 września 2012(dts)     | 11 listopada 2015(dts) | 16              | 0               | 16              | www    |
| Parlamentarny Zespół ds. Piłki Ręcznej | Marek Niedbała                | SLD   | 9 kwietnia 2015(dts)      | 11 listopada 2015(dts) | 8               | 0               | 8               | www    |
| Parlamentarny Zespół ds. Podstawowej Opieki Zdrowotnej i Profilaktyki                                                                                             | Lidia Gądek                   | PO    | 13 września 2012(dts)     | 11 listopada 2015(dts) | 15              | 0               | 15              | www    |
| Parlamentarny Zespół ds. Pogranicza Polska-Obwód Kaliningradzki                                                                                                   | Wojciech Penkalski            | niez. | 11 października 2012(dts) | 11 listopada 2015(dts) | 16              | 0               | 16              | www    |
| Parlamentarny Zespół ds. Pogranicza Polsko-Czeskiego | Rajmund Miller                | PO    | 15 marca 2012(dts)        | 21 lutego 2014(dts)    | 18              | 0               | 18              | www    |
| Parlamentarny Zespół ds. Polityki Klastrowej | Bartłomiej Bodio              | PSL   | 5 grudnia 2012(dts)       | 11 listopada 2015(dts) | 10              | 0               | 10              | www    |
| Parlamentarny Zespół ds. Polityki Miejskiej | Michał Szczerba               | PO    | 16 lutego 2012(dts)       | 11 listopada 2015(dts) | 10              | 0               | 10              | www    |
| Parlamentarny Zespół ds. Polskiego Przemysłu Obronnego | Bartłomiej Bodio              | PSL   | 8 stycznia 2014(dts)      | 11 listopada 2015(dts) | 7               | 5               | 12              | www    |
| Parlamentarny Zespół ds. Polsko-Japońskiej Współpracy Gospodarczej                                                                                                | Piotr Cieśliński              | PO    | 13 grudnia 2012(dts)      | 11 listopada 2015(dts) | 10              | 0               | 10              | www    |
| Parlamentarny Zespół ds. połączenia Odra – Łaba – Dunaj | Piotr Chmielowski             | SLD   | 21 stycznia 2014(dts)     | 11 listopada 2015(dts) | 12              | 0               | 12              | www    |
| Parlamentarny Zespół ds. Promocji Badmintona | Zbigniew Dolata               | PiS   | 24 maja 2012(dts)         | 11 listopada 2015(dts) | 21              | 1               | 22              | www    |
| Parlamentarny Zespół ds. Przeciwdziałania Ateizacji Polski | Andrzej Jaworski              | PiS   | 20 marca 2012(dts)        | 11 listopada 2015(dts) | 39              | 2               | 41              | www    |
| Parlamentarny Zespół ds. Przeciwdziałania i Rozwiązywania Problemów Otyłości                                                                                      | Rajmund Miller                | PO    | 12 lutego 2014(dts)       | 11 listopada 2015(dts) | 33              | 0               | 33              | www    |
| Parlamentarny Zespół ds. przywrócenia ekspresowych i pośpiesznych połączeń pasażerskich na trasie Jelenia Góra, Wrocław, Opole, Częstochowa, Warszawa poprzez CMK | Halina Rozpondek              | PO    | 15 grudnia 2011(dts)      | 11 listopada 2015(dts) | 33              | 8               | 41              | www    |
| Parlamentarny Zespół ds. Przywrócenia Żeglowności Wiśle | Stanisław Lamczyk             | PO    | 8 listopada 2013(dts)     | 11 listopada 2015(dts) | 7               | 1               | 8               | www    |
| Parlamentarny Zespół ds. Racjonalnej Polityki Przeciwdziałania Narkomanii                                                                                         | Michał Kabaciński             | RP    | 29 lutego 2012(dts)       | 11 listopada 2015(dts) | 14              | 0               | 14              | www    |
| Parlamentarny Zespół ds. Ratownictwa Górskiego i Wodnego | Piotr van der Coghen          | PO    | 12 stycznia 2012(dts)     | 11 listopada 2015(dts) | 25              | 0               | 25              | www    |
| Parlamentarny Zespół ds. Referendum Ustrojowego | Tomasz Górski                 | niez. | 21 lipca 2015(dts)        | 11 listopada 2015(dts) | 25              | 0               | 25              | www    |
| Parlamentarny Zespół ds. Rozwoju Polski Wschodniej | Jerzy Szmit                   | PiS   | 27 kwietnia 2012(dts)     | 11 listopada 2015(dts) | 29              | 1               | 30              | www    |
| Parlamentarny Zespół ds. rozwoju rynku usług pocztowych w Polsce                                                                                                  | Zbigniew Girzyński            | niez. | 11 października 2012(dts) | 11 listopada 2015(dts) | 4               | 0               | 4               | www    |
| Parlamentarny Zespół ds. Rozwoju Rzemiosła Polskiego | Artur Bramora                 | PSL   | 24 maja 2013(dts)         | 11 listopada 2015(dts) | 9               | 0               | 9               | www    |
| Parlamentarny Zespół ds. Rynku Motoryzacyjnego | Marek Niedbała                | SLD   | 9 kwietnia 2015(dts)      | 11 listopada 2015(dts) | 11              | 0               | 11              | www    |
| Parlamentarny Zespół ds. Samorządności | Tomasz Makowski               | PSL   | 13 sierpnia 2012(dts)     | 11 listopada 2015(dts) | 12              | 0               | 12              | www    |
| Parlamentarny Zespół ds. skutków działalności Komisji Weryfikacyjnej pod przewodnictwem Antoniego Macierewicza i Jana Olszewskiego                                | Bartosz Kownacki              | PiS   | 24 października 2013(dts) | 11 listopada 2015(dts) | 73              | 9               | 82              | www    |
| Parlamentarny Zespół ds. Służb Mundurowych | Marek Balt                    | SLD   | 15 grudnia 2011(dts)      | 11 listopada 2015(dts) | 15              | 0               | 15              | www    |
| Parlamentarny Zespół ds. Sportów Motorowych | Robert Wardzała               | PO    | 12 stycznia 2012(dts)     | 11 listopada 2015(dts) | 17              | 1               | 18              | www    |
| Parlamentarny Zespół ds. Stwardnienia Rozsianego | Alicja Dąbrowska              | PO    | 1 grudnia 2011(dts)       | 11 listopada 2015(dts) | 11              | 1               | 12              | www    |
| Parlamentarny Zespół ds. Unii Metropolii | Iwona Guzowska                | PO    | 25 stycznia 2012(dts)     | 11 listopada 2015(dts) | 17              | 0               | 17              | www    |
| Parlamentarny Zespół ds. Uniwersytetów Trzeciego Wieku | Michał Szczerba               | PO    | 1 grudnia 2011(dts)       | 11 listopada 2015(dts) | 27              | 0               | 27              | www    |
| Parlamentarny Zespół ds. usunięcia z przestrzeni publicznej symboli nazizmu i komunizmu                                                                           | Arkadiusz Czartoryski         | PiS   | 17 maja 2012(dts)         | 11 listopada 2015(dts) | 6               | 1               | 7               | www    |
| Parlamentarny Zespół ds. Uzdrowisk | Zofia Czernow                 | PO    | 26 lipca 2013(dts)        | 11 listopada 2015(dts) | 19              | 0               | 19              | www    |
| Parlamentarny Zespół ds. Warszawy i Mazowsza |                               |       | 2 marca 2012(dts)         | 11 listopada 2015(dts) | 24              | 0               | 24              | www    |
| Parlamentarny Zespół ds. Wędkarstwa | Tomasz Kamiński               | SLD   | 15 czerwca 2012(dts)      | 11 listopada 2015(dts) | 15              | 0               | 15              | www    |
| Parlamentarny Zespół ds. Węgla i Innych Surowców Energetycznych                                                                                                   | Marek Balt                    | SLD   | 10 października 2013(dts) | 11 listopada 2015(dts) | 5               | 0               | 5               | www    |
| Parlamentarny Zespół ds. Wojska Polskiego | Michał Jach                   | PiS   | 6 grudnia 2013(dts)       | 11 listopada 2015(dts) | 25              | 1               | 26              | www    |
| Parlamentarny Zespół ds. Wolnego Rynku | Michał Jaros                  | PO    | 16 lutego 2012(dts)       | 11 listopada 2015(dts) | 39              | 0               | 39              | www    |
| Parlamentarny Zespół ds. Wspierania Dzieła Misyjnego | Piotr Pyzik                   | PiS   | 25 lutego 2015(dts)       | 11 listopada 2015(dts) | 17              | 0               | 17              | www    |
| Parlamentarny Zespół ds. Wspierania i Monitorowania Inwestycji Budowy Przystanku Kolejowego Opoczno Południe                                                      | Robert Telus                  | PiS   | 10 lipca 2014(dts)        | 11 listopada 2015(dts) | 13              | 0               | 13              | www    |
| Parlamentarny Zespół ds. Współpracy z Klastrami Medycznymi | Grzegorz Sztolcman            | PO    | 10 lipca 2015(dts)        | 11 listopada 2015(dts) | 8               | 0               | 8               | www    |
| Parlamentarny Zespół ds. Współpracy z Organizacjami Pozarządowymi                                                                                                 | Bogdan Borusewicz             | PO    | 15 lutego 2012(dts)       | 11 listopada 2015(dts) | 8               | 9               | 17              | www    |
| Parlamentarny Zespół ds. wydobycia węgla i modernizacji kopalń | Piotr Chmielowski             | SLD   | 21 stycznia 2015(dts)     | 11 listopada 2015(dts) | 6               | 0               | 6               | www    |
| Parlamentarny Zespół ds. Wyścigów Konnych i Jeździectwa | Michał Szczerba               | PO    | 1 grudnia 2011(dts)       | 11 listopada 2015(dts) | 8               | 2               | 10              | www    |
| Parlamentarny Zespół ds. Zielonej Gospodarki | Piotr Gruszczyński            | PO    | 1 lutego 2012(dts)        | 11 listopada 2015(dts) | 0               | 8               | 8               | www    |
| Parlamentarny Zespół ds. Zintegrowanego Wielodyscyplinarnego Systemu Profilaktyki, Diagnostyki i Leczenia Chorób Nowotworowych w Polsce Zachodniej „INPRONKO”     | Marek Niedbała                | SLD   | 18 czerwca 2015(dts)      | 11 listopada 2015(dts) | 14              | 1               | 15              | www    |
| Parlamentarny Zespół ds. Zrównoważonego Rozwoju Europy | Jan Szyszko                   | PiS   | 4 kwietnia 2013(dts)      | 11 listopada 2015(dts) | 9               | 0               | 9               | www    |
| Parlamentarny Zespół ds. Zrównoważonego Rozwoju Technologii Bezprzewodowych                                                                                       | Andrzej Adamczyk              | PiS   | 20 lutego 2015(dts)       | 11 listopada 2015(dts) | 25              | 0               | 25              | www    |
| Parlamentarny Zespół Karpacki | Marek Kuchciński              | PiS   | 17 listopada 2011(dts)    | 11 listopada 2015(dts) | 26              | 3               | 29              | www    |
| Parlamentarny Zespół Kociewski | Andrzej Grzyb                 | PO    | 21 grudnia 2011(dts)      | 11 listopada 2015(dts) | 9               | 5               | 14              | www    |
| Parlamentarny Zespół Krwiodawstwa, Transplantologii i Promocji Zdrowia                                                                                            | Magdalena Gąsior-Marek        | PO    | 22 listopada 2013(dts)    | 11 listopada 2015(dts) | 27              | 0               | 27              | www    |
| Parlamentarny Zespół Lotnictwa | Witold Sitarz                 | PO    | 24 stycznia 2012(dts)     | 11 listopada 2015(dts) | 5               | 2               | 7               | www    |
| Parlamentarny Zespół Małych i Średnich Przedsiębiorstw | Grzegorz Czelej               | PiS   | 1 lutego 2012(dts)        | 11 listopada 2015(dts) | 3               | 10              | 13              | www    |
| Parlamentarny Zespół Miłośników Historii | Zbigniew Girzyński            | niez. | 21 grudnia 2011(dts)      | 11 listopada 2015(dts) | 28              | 2               | 30              | www    |
| Parlamentarny Zespół Miłośników Motocykli i Samochodów | Piotr Tomański                | PO    | 16 lutego 2012(dts)       | 11 listopada 2015(dts) | 13              | 0               | 13              | www    |
| Parlamentarny Zespół Miłośników Ziemi Bydgoskiej | Tomasz Latos                  | PiS   | 16 grudnia 2011(dts)      | 11 listopada 2015(dts) | 14              | 1               | 15              | www    |
| Parlamentarny Zespół na rzecz budowy drogi ekspresowej S6 Szczecin – Gdańsk                                                                                       | Zbigniew Konwiński            | PO    | 28 maja 2013(dts)         | 11 listopada 2015(dts) | 16              | 1               | 17              | www    |
| Parlamentarny Zespół na rzecz budowy obwodnicy północnej aglomeracji trójmiejskiej (OPAT)                                                                         | Jerzy Budnik                  | niez. | 26 lipca 2013(dts)        | 11 listopada 2015(dts) | 11              | 1               | 12              | www    |
| Parlamentarny Zespół na rzecz Katolickiej Nauki Społecznej | Tadeusz Woźniak               | ZP    | 8 listopada 2011(dts)     | 11 listopada 2015(dts) | 45              | 4               | 49              | www    |
| Parlamentarny Zespół na rzecz Ochrony Życia i Rodziny | Jan Dziedziczak               | PiS   | 18 listopada 2011(dts)    | 11 listopada 2015(dts) | 81              | 10              | 91              | www    |
| Parlamentarny Zespół na rzecz Wspierania Demokracji w Krajach Byłego Bloku Komunistycznego                                                                        | Adam Lipiński                 | PiS   | 22 stycznia 2013(dts)     | 11 listopada 2015(dts) | 21              | 0               | 21              | www    |
| Parlamentarny Zespół „Następne pokolenie” | Cezary Tomczyk                | PO    | 1 marca 2012(dts)         | 11 listopada 2015(dts) | 8               | 0               | 8               | www    |
| Parlamentarny Zespół Obrony Chrześcijan na Świecie | Jan Libicki                   | PO    | 22 grudnia 2011(dts)      | 11 listopada 2015(dts) | 8               | 9               | 17              | www    |
| Parlamentarny Zespół Obrońców Języka i Literatury Polskiej | Barbara Bubula                | PiS   | 7 grudnia 2012(dts)       | 11 listopada 2015(dts) | 10              | 0               | 10              | www    |
| Parlamentarny Zespół Olimpijski | Jagna Marczułajtis-Walczak    | PO    | 24 lipca 2012(dts)        | 11 listopada 2015(dts) | 25              | 2               | 27              | www    |
| Parlamentarny Zespół „Pakiet – Stop” | Ludwik Dorn                   | niez. | 11 września 2012(dts)     | 11 listopada 2015(dts) | 11              | 0               | 11              | www    |
| Parlamentarny Zespół Polska – Unia Afrykańska | Marek Niedbała                | SLD   | 9 kwietnia 2015(dts)      | 11 listopada 2015(dts) | 11              | 1               | 12              | www    |
| Parlamentarny Zespół Polska 2.0 | Wincenty Elsner               | SLD   | 31 stycznia 2012(dts)     | 11 listopada 2015(dts) | 22              | 0               | 22              | www    |
| Parlamentarny Zespół Polska-Afryka-Bliski Wschód Gospodarka i Rozwój                                                                                              | Leszek Jastrzębski            | PO    | 25 stycznia 2013(dts)     | 11 listopada 2015(dts) | 9               | 0               | 9               | www    |
| Parlamentarny Zespół Polska-Rosja-Gospodarka | Jan Libicki                   | PO    | 21 grudnia 2011(dts)      | 11 listopada 2015(dts) | 13              | 4               | 17              | www    |
| Parlamentarny Zespół Polski Zachodniej | Ewa Drozd                     | PO    | 13 czerwca 2013(dts)      | 11 listopada 2015(dts) | 30              | 3               | 33              | www    |
| Parlamentarny Zespół Profesorów |                               |       | 17 lutego 2012(dts)       | 11 listopada 2015(dts) | 3               | 8               | 11              | www    |
| Parlamentarny Zespół Promocji Żużla | Jan Dziedziczak               | PiS   | 12 stycznia 2012(dts)     | 11 listopada 2015(dts) | 15              | 0               | 15              | www    |
| Parlamentarny Zespół Przyjaciół Harcerstwa | Bożena Kamińska               | PO    | 16 grudnia 2011(dts)      | 11 listopada 2015(dts) | 36              | 3               | 39              | www    |
| Parlamentarny Zespół Przyjaciół Odry | Ryszard Galla                 | niez. | 24 stycznia 2012(dts)     | 11 listopada 2015(dts) | 27              | 3               | 31              | www    |
| Parlamentarny Zespół Przyjaciół Zwierząt | Paweł Suski                   | PO    | 18 listopada 2011(dts)    | 11 listopada 2015(dts) | 33              | 1               | 34              | www    |
| Parlamentarny Zespół „Przyjaźni Środowisku” | Michał Wojtczak               | PO    | 1 lutego 2012(dts)        | 11 listopada 2015(dts) | 10              | 19              | 29              | www    |
| Parlamentarny Zespół Ratownictwa Medycznego i Transportu Sanitarnego                                                                                              | Piotr van der Coghen          | PO    | 18 listopada 2011(dts)    | 11 listopada 2015(dts) | 11              | 0               | 11              | www    |
| Parlamentarny Zespół Ratownictwa Wodnego, Brzegowego i Morskiego                                                                                                  | Piotr van der Coghen          | PO    | 25 stycznia 2012(dts)     | 11 listopada 2015(dts) | 6               | 0               | 6               | www    |
| Parlamentarny Zespół Siatkówki | Grzegorz Matusiak             | PiS   | 9 maja 2013(dts)          | 11 listopada 2015(dts) | 24              | 1               | 25              | www    |
| Parlamentarny Zespół Sportowy | Andrzej Czerwiński            | PO    | 19 listopada 2011(dts)    | 11 listopada 2015(dts) | 69              | 2               | 71              | www    |
| Parlamentarny Zespół Sportu Akademickiego | Marek Rząsa                   | PO    | 1 grudnia 2011(dts)       | 11 listopada 2015(dts) | 18              | 2               | 20              | www    |
| Parlamentarny Zespół Sportu na Wsi | Stanisław Jurcewicz           | PO    | 23 maja 2012(dts)         | 11 listopada 2015(dts) | 3               | 8               | 11              | www    |
| Parlamentarny Zespół Sportu Szkolnego | Wojciech Ziemniak             | PO    | 25 stycznia 2012(dts)     | 11 listopada 2015(dts) | 22              | 7               | 29              | www    |
| Parlamentarny Zespół „Stop ideologii gender!” | Beata Kempa                   | ZP    | 8 stycznia 2014(dts)      | 11 listopada 2015(dts) | 15              | 0               | 15              | www    |
| Parlamentarny Zespół Surowców i Energii | Mariusz Jędrysek              | PiS   | 14 marca 2012(dts)        | 11 listopada 2015(dts) | 30              | 1               | 31              | www    |
| Parlamentarny Zespół Szachowy | Grzegorz Schreiber            | PiS   | 17 lutego 2012(dts)       | 11 listopada 2015(dts) | 10              | 1               | 11              | www    |
| Parlamentarny Zespół Świeckiego Państwa | Roman Kotliński               | niez. | 27 czerwca 2012(dts)      | 11 listopada 2015(dts) | 26              | 0               | 26              | www    |
| Parlamentarny Zespół Tenisa Ziemnego | Piotr Tomański                | PO    | 26 marca 2014(dts)        | 11 listopada 2015(dts) | 12              | 1               | 13              | www    |
| Parlamentarny Zespół Tradycji i Pamięci Żołnierzy Wyklętych | Stanisław Pięta               | PiS   | 24 stycznia 2012(dts)     | 11 listopada 2015(dts) | 120             | 1               | 121             | www    |
| Parlamentarny Zespół „Wolna Kuba” | Adam Lipiński                 | PiS   | 28 maja 2013(dts)         | 11 listopada 2015(dts) | 22              | 0               | 22              | www    |
| Parlamentarny Zespół Wspierania Inicjatyw Kulturalnych | Zofia Ławrynowicz             | PO    | 25 kwietnia 2012(dts)     | 11 listopada 2015(dts) | 20              | 1               | 21              | www    |
| Parlamentarny Zespół Wspierania Języka Esperanto | Edmund Wittbrodt              | PO    | 12 grudnia 2012(dts)      | 11 listopada 2015(dts) | 3               | 10              | 13              | www    |
| Parlamentarny Zespół Wspierania Rozwoju Hokeja na Trawie | Piotr Gruszczyński            | PO    | 8 marca 2013(dts)         | 11 listopada 2015(dts) | 2               | 8               | 10              | www    |
| Parlamentarny Zespół Zrównoważonego Rozwoju – Ekologia, Energetyka, Turystyka, Gospodarka                                                                         | Tomasz Głogowski              | PO    | 5 kwietnia 2013(dts)      | 11 listopada 2015(dts) | 11              | 1               | 12              | www    |
| Parlamentarny Zespół Zrównoważonego Rozwoju Społecznego – „Społeczeństwo FAIR”                                                                                    | Anna Grodzka                  | niez. | 10 października 2012(dts) | 11 listopada 2015(dts) | 13              | 0               | 13              | www    |
| Parlamentarny Zespół Związkowy | Ryszard Zbrzyzny              | SLD   | 27 września 2013(dts)     | 11 listopada 2015(dts) | 7               | 0               | 7               | www    |
| Podlaski Zespół Parlamentarny | Bożena Kamińska               | PO    | 29 sierpnia 2012(dts)     | 11 listopada 2015(dts) | 8               | 0               | 8               | www    |
| Pomorski Zespół Parlamentarny | Agnieszka Pomaska             | PO    | 13 kwietnia 2012(dts)     | 11 listopada 2015(dts) | 18              | 3               | 21              | www    |
| Poselski Zespół Strażaków | Krystyna Skowrońska           | PO    | 14 grudnia 2011(dts)      | 11 listopada 2015(dts) | 117             | 0               | 117             | www    |
| Ukraiński Zespół Parlamentarny |                               |       | 23 lipca 2015(dts)        | 11 listopada 2015(dts) | 10              | 1               | 11              | www    |
| Warmińsko-Mazurski Zespół Parlamentarny | Piotr Cieśliński              | PO    | 13 kwietnia 2012(dts)     | 11 listopada 2015(dts) | 17              | 0               | 17              | www    |
| Wielkopolski Zespół Parlamentarny | Adam Rogacki                  | niez. | 17 października 2012(dts) | 11 listopada 2015(dts) | 13              | 1               | 14              | www    |
| Zachodniopomorski Zespół Parlamentarny | Arkadiusz Litwiński           | PO    | 27 stycznia 2012(dts)     | 11 listopada 2015(dts) | 20              | 1               | 21              | www    |
| Zespół Parlamentarny ds. Budowy Muzeum Lotnictwa w Poznaniu | Marek Niedbała                | SLD   | 22 lipca 2015(dts)        | 11 listopada 2015(dts) | 8               | 0               | 8               | www    |
| Zespół Parlamentarny ds. narodowego programu zdrowego żywienia | Szymon Giżyński               | PiS   | 27 września 2013(dts)     | 11 listopada 2015(dts) | 18              | 0               | 18              | www    |
| Zespół Parlamentarny ds. Zbadania Przyczyn Katastrofy Tu-154 M z 10 kwietnia 2010 r.                                                                              | Antoni Macierewicz            | PiS   | 8 listopada 2011(dts)     | 11 listopada 2015(dts) | 82              | 12              | 94              | www    |
| Zespół Parlamentarny Polska – Kraje Partnerstwa Wschodniego | Małgorzata Marcinkiewicz      | RP    | 3 stycznia 2013(dts)      | 11 listopada 2015(dts) | 15              | 2               | 17              | www    |
| Zespół Parlamentarny Równości Kobiet i Mężczyzn | Artur Bramora                 | PSL   | 24 października 2013(dts) | 11 listopada 2015(dts) | 9               | 0               | 9               | www    |
| Zespół Parlamentarny Współpracy z Republiką Białoruś | Eugeniusz Czykwin             | SLD   | 11 lipca 2013(dts)        | 11 listopada 2015(dts) | 15              | 0               | 15              | www    |
| Zespół Parlamentarzystów Województwa Śląskiego | Grzegorz Tobiszowski          | PiS   | 12 kwietnia 2012(dts)     | 11 listopada 2015(dts) | 19              | 0               | 19              | www    |
| Zespół Poselski ds. budowy dróg ekspresowych S-5 i S-3 | Marek Łapiński                | PO    | 26 kwietnia 2012(dts)     | 11 listopada 2015(dts) | 15              | 0               | 15              | www    |
| Zespół Poselski na rzecz rozwoju społeczno-gospodarczego im. Eugeniusza Kwiatkowskiego                                                                            | Maks Kraczkowski              | PiS   | 26 lutego 2014(dts)       | 11 listopada 2015(dts) | 5               | 0               | 5               | www    |

## Posłowie
Dane statystyczne dotyczące Sejmu VIII kadencji w dniu pierwszego posiedzenia:
Liczba mandatów według płci
| W tym miejscu powinien znaleźć się wykres. Z przyczyn technicznych nie może zostać wyświetlony. Więcej informacji |           | \| \| PO \| PiS \| RP \| PSL \| SLD \| MN[9] \| Łącznie \| \| --------- \| --------- \| --------- \| -------- \| -------- \| -------- \| -------- \| --------- \| \| mężczyzna \| 135 (65%) \| 130 (83%) \| 35 (88%) \| 26 (93%) \| 23 (85%) \| 1 (100%) \| 350 (76%) \| \| kobieta \| 72 (35%) \| 27 (17%) \| 5 (12%) \| 2 (7%) \| 5 (15%) \| 0 \| 110 (24%) \| |          |          |          |          |           |
| | PO        | PiS | RP       | PSL      | SLD      | MN       | Łącznie   |
| mężczyzna | 135 (65%) | 130 (83%) | 35 (88%) | 26 (93%) | 23 (85%) | 1 (100%) | 350 (76%) |
| kobieta | 72 (35%)  | 27 (17%) | 5 (12%)  | 2 (7%)   | 5 (15%)  | 0        | 110 (24%) |

Liczba mandatów według stażu poselskiego
| W tym miejscu powinien znaleźć się wykres. Z przyczyn technicznych nie może zostać wyświetlony. Więcej informacji |          | \| \| PO \| PiS \| RP \| PSL \| SLD \| MN[9] \| Łącznie \| \| ---------- \| -------- \| -------- \| -------- \| ------- \| ------- \| -------- \| --------- \| \| brak stażu \| 48 (23%) \| 40 (25%) \| 39 (98%) \| 5 (18%) \| 5 (19%) \| 0 \| 137 (30%) \| \| 1 kadencja \| 77 (37%) \| 28 (18%) \| 0 \| 5 (18%) \| 4 (15%) \| 0 \| 114 (13%) \| \| 2 kadencje \| 48 (23%) \| 66 (42%) \| 1 (3%) \| 6 (21%) \| 4 (15%) \| 1 (100%) \| 126 (27%) \| \| 3 kadencje \| 24 (12%) \| 14 (9%) \| 0 \| 2 (7%) \| 4 (15%) \| 0 \| 44 (10%) \| \| 4 kadencje \| 9 (4%) \| 7 (4%) \| 0 \| 2 (7%) \| 3 (11%) \| 0 \| 21 (5%) \| \| 5 kadencji \| 0 \| 2 (1%) \| 0 \| 3 (11%) \| 3 (11%) \| 0 \| 8 (2%) \| \| 6 kadencji \| 1 (0%) \| 0 \| 0 \| 1 (4%) \| 4 (15%) \| 0 \| 6 (1%) \| \| 7 kadencji \| 0 \| 0 \| 0 \| 4 (14%) \| 0 \| 0 \| 4 (1%) \| |          |         |         |          |           |
| | PO       | PiS | RP       | PSL     | SLD     | MN       | Łącznie   |
| brak stażu | 48 (23%) | 40 (25%) | 39 (98%) | 5 (18%) | 5 (19%) | 0        | 137 (30%) |
| 1 kadencja | 77 (37%) | 28 (18%) | 0        | 5 (18%) | 4 (15%) | 0        | 114 (13%) |
| 2 kadencje | 48 (23%) | 66 (42%) | 1 (3%)   | 6 (21%) | 4 (15%) | 1 (100%) | 126 (27%) |
| 3 kadencje | 24 (12%) | 14 (9%) | 0        | 2 (7%)  | 4 (15%) | 0        | 44 (10%)  |
| 4 kadencje | 9 (4%)   | 7 (4%) | 0        | 2 (7%)  | 3 (11%) | 0        | 21 (5%)   |
| 5 kadencji | 0        | 2 (1%) | 0        | 3 (11%) | 3 (11%) | 0        | 8 (2%)    |
| 6 kadencji | 1 (0%)   | 0 | 0        | 1 (4%)  | 4 (15%) | 0        | 6 (1%)    |
| 7 kadencji | 0        | 0 | 0        | 4 (14%) | 0       | 0        | 4 (1%)    |

Liczba mandatów według wieku
| W tym miejscu powinien znaleźć się wykres. Z przyczyn technicznych nie może zostać wyświetlony. Więcej informacji |          | \| \| PO \| PiS \| RP \| PSL \| SLD \| MN[9] \| Łącznie \| \| ---------- \| -------- \| -------- \| -------- \| -------- \| ------- \| -------- \| --------- \| \| poniżej 30 \| 3 (1%) \| 3 (2%) \| 4 (10%) \| 0 \| 0 \| 0 \| 10 (2%) \| \| 30-39 \| 41 (20%) \| 20 (13%) \| 16 (40%) \| 2 (7%) \| 7 (26%) \| 0 \| 86 (19%) \| \| 40-49 \| 63 (30%) \| 51 (32%) \| 10 (25%) \| 7 (25%) \| 4 (15%) \| 0 \| 135 (29%) \| \| 50-59 \| 70 (34%) \| 59 (38%) \| 9 (23%) \| 10 (36%) \| 9 (33%) \| 1 (100%) \| 160 (35%) \| \| 60-69 \| 26 (13%) \| 24 (15%) \| 1 (3%) \| 8 (29%) \| 7 (26%) \| 0 \| 66 (14%) \| \| powyżej 70 \| 2 (1%) \| 0 \| 0 \| 1 (4%) \| 0 \| 0 \| 3 (1%) \| |          |          |         |          |           |
| | PO       | PiS | RP       | PSL      | SLD     | MN       | Łącznie   |
| poniżej 30 | 3 (1%)   | 3 (2%) | 4 (10%)  | 0        | 0       | 0        | 10 (2%)   |
| 30-39 | 41 (20%) | 20 (13%) | 16 (40%) | 2 (7%)   | 7 (26%) | 0        | 86 (19%)  |
| 40-49 | 63 (30%) | 51 (32%) | 10 (25%) | 7 (25%)  | 4 (15%) | 0        | 135 (29%) |
| 50-59 | 70 (34%) | 59 (38%) | 9 (23%)  | 10 (36%) | 9 (33%) | 1 (100%) | 160 (35%) |
| 60-69 | 26 (13%) | 24 (15%) | 1 (3%)   | 8 (29%)  | 7 (26%) | 0        | 66 (14%)  |
| powyżej 70 | 2 (1%)   | 0 | 0        | 1 (4%)   | 0       | 0        | 3 (1%)    |

Średni wiek posłów
| W tym miejscu powinien znaleźć się wykres. Z przyczyn technicznych nie może zostać wyświetlony. Więcej informacji |     | \| PO \| PiS \| RP \| PSL \| SLD \| MN[9] \| \| -- \| --- \| -- \| --- \| --- \| ----- \| \| 48 \| 59 \| 42 \| 55 \| 51 \| 55 \| |     |     |    |
| PO | PiS | RP | PSL | SLD | MN |
| 48 | 59  | 42 | 55  | 51  | 55 |

## Prace Sejmu
Sejm obraduje na posiedzeniach zwoływanych przez Marszałka Sejmu. Pełny wykaz prac sejmu znajduje się tu

### Rok 2011
- 8 XI – pierwsze posiedzenie Sejmu
- 8 XI – podjęcie uchwały o wyborze Marszałka Sejmu: Ewa Kopacz – 300 głosów za, Marek Kuchciński – 150 głosów za, 3 głosy wstrzymujące się www
- 8 XI – podjęcie uchwał o wyborze wicemarszałków Sejmu:
  - Cezary Grabarczyk (445 za, 3 przeciw, 6 wstrzymujących się, 228 większość bezwzględna) www,
  - Eugeniusz Grzeszczak (454 za, 0 przeciw, 0 wstrzymujących się, 228 większość bezwzględna) www,
  - Marek Kuchciński (439 za, 2 przeciw, 14 wstrzymujących się, 228 większość bezwzględna) www,
  - Jerzy Wenderlich (436 za, 3 przeciw, 12 wstrzymujących się, 226 większość bezwzględna) www,
  - Wanda Nowicka (192 za, 178 przeciw, 77 wstrzymujących się, 224 większość bezwzględna) www,
  - Wanda Nowicka (243), Beata Kempa (154), obie kandydatury (20), większość bezwzględna (209) www.
- 17 XI – wybór sekretarzy Sejmu, składów osobowych komisji sejmowych i członków Trybunału Stanu
- 18 XI – exposé premiera Donalda Tuska (→Drugi rząd Donalda Tuska)
- 19 XI – wybór składu komisji Etyki Poselskiej (www), do Spraw Unii Europejskiej www
- 19 XI – udzielenie wotum zaufania Radzie Ministrów (234 za, 211 przeciw, 2 wstrzymujących się, 224 większość bezwzględna) www
- 1 XII – wybór składu komisji do Spraw Służb Specjalnych www
- 1 XII – wniosek o odwołanie Wandy Nowickiej ze stanowiska Wicemarszałek Sejmu (160 za, 237 przeciw, 23 wstrzymało się) www
- 14 XII – pierwsze czytanie projektu budżetu na rok 2012 www
- 15 XII – informacja premiera w sprawie przyszłości Unii Europejskiej
- 15 XII – wniosek o udzielenie wotum nieufności wobec Ministra Spraw Zagranicznych Radosława Sikorskiego (152 za, 292 przeciw, 0 wstrzymało się) www
- 21 XII – informacja o udziale Rzeczypospolitej Polskiej w pracach Unii Europejskiej w okresie I-VI 2011 www

### Rok 2012
- 12 I – sprawozdanie Komisji Zdrowia o projekcie ustawy dotyczącej zmianie ustawy o refundacji[b] www
- 26 I – informacja premiera na temat sytuacji w polskiej służbie zdrowia związanej z nowymi zasadami refundowania leków
- 26 I – wniosek o udzielenie wotum nieufności wobec Ministra Zdrowia Bartosza Arłukowicza (205 za, 230 przeciw, 1 wstrzymał się) www
- 17 II – informacja Ministra Edukacji Narodowej na temat przygotowań organów prowadzących do objęcia obowiązkiem szkolnym dzieci sześcioletnich
- 2 III – pierwsze czytanie projektu ustawy o zachowaniu przez Państwo Polskie większościowego pakietu akcji Grupy Lotos SA www
- 29 III – informacja Ministra Spraw Zagranicznych o założeniach polskiej polityki zagranicznej w 2012 roku
- 11 V – trzecie czytanie rządowego projektu o ratyfikacji decyzji Rady Europejskiej ws. zmiany Traktatu o funkcjonowaniu Unii Europejskiej w odniesieniu do mechanizmu stabilności dla państw członkowskich, których walutą jest euro
- 30 VIII – informacja premiera i prokuratora generalnego o działaniach instytucji państwowych w sprawie spółki Amber Gold.
- 30 VIII – pierwsze czytanie projektu uchwały w sprawie powołania komisji śledczej do zbadania prawidłowości działań bądź powodów zaniechań organów administracji rządowej i prokuratury dotyczących spółki Amber Gold oraz podmioty od niej zależne www
- 14 IX – informacja o działalności Instytutu Pamięci Narodowej w okresie 1 stycznia – 31 grudnia 2009 r.
- 14 IX – sprawozdanie Komisji do Spraw Unii Europejskiej oraz Komisji Spraw Zagranicznych o rządowym projekcie ustawy o ratyfikacji Traktatu między państwami członkowskimi Unii Europejskiej a Republiką Chorwacji dotyczącego przystąpienia Republiki Chorwacji do Unii Europejskiej www
- 26 XI – pierwsze czytanie poselskiego projektu ustawy o zmianie ustawy o planowaniu rodziny, ochronie płodu ludzkiego i warunkach dopuszczalności przerywania ciąży www
- 24 X – pierwsze czytanie projektu budżetu na rok 2013 www
- 24 X – sprawozdanie Komisji Gospodarki oraz Komisji Spraw Zagranicznych o pilnym rządowym projekcie ustawy o ratyfikacji Umowy pomiędzy Rządem Rzeczypospolitej Polskiej a Europejską Agencją Kosmiczną[c]
- 8 XII – pierwsze czytanie obywatelskiego projektu ustawy o okręgach sądowych sądów powszechnych oraz o zmianie ustawy Prawo o ustroju sądów powszechnych www
- 9 XII – informacja o udziale Rzeczypospolitej Polskiej w pracach Unii Europejskiej w okresie I-VI 2012 www

### Rok 2013
- 3 I – sprawozdanie Komisji Polityki Społecznej i Rodziny o poselskim projekcie ustawy o zmianie ustawy o emeryturach i rentach z Funduszu Ubezpieczeń Społecznych www
- 4 I – sprawozdanie Komisji Ustawodawczej o poselskim projekcie uchwały w sprawie powołania Wysokiej Komisji Obywatelskiej do wyjaśnienia przyczyn katastrofy samolotu TU-154M www
- 25 I – sprawozdanie Komisji Finansów Publicznych o uchwale Senatu w sprawie budżetu na rok 2013 www
- 25I – sprawozdanie Komisji Skarbu Państwa o obywatelskim projekcie ustawy o zachowaniu przez Państwo Polskie większościowego pakietu akcji Grupy Lotos SA www
- 25 I – wniosek o udzielenie wotum nieufności wobec Ministra Zdrowia Bartosza Arłukowicza (220 za, 232 przeciw, 0 wstrzymało się) www
- 25 I – pierwsze czytanie poselskiego projektu ustawy o związkach partnerskich (druk nr 552) www
- 25 I – pierwsze czytanie poselskiego projektu ustawy o związkach partnerskich (druk nr 554) www
- 25 I – pierwsze czytanie poselskiego projektu ustawy o umowie związku partnerskiego www
- 7 II – informacja premiera na temat wstrzymania przez Komisję Europejską wypłaty 4 mld euro funduszy UE na projekty drogowe zarządzane przez Generalną Dyrekcję Dróg Krajowych i Autostrad w ramach programów "Infrastruktura i środowisko" oraz "Rozwój Polski Wschodniej", a także możliwości utraty unijnych środków na budowę kolei oraz braku nadzoru nad Generalną Dyrekcją Dróg Krajowych i Autostrad
- 8 II – wniosek o odwołanie Wandy Nowickiej ze stanowiska Wicemarszałek Sejmu (45 za, 245 przeciw, 13 wstrzymało się) www
- 8 II – poselski projekt uchwały o zmianie uchwały Sejmu w sprawie ustalenia liczby wicemarszałków Sejmu
- 19 II – informacja premiera na temat wyników negocjacji w sprawie wieloletnich ram finansowych na lata 2014-2020
- 20 II – sprawozdanie Komisji do Spraw Unii Europejskiej, Komisji Finansów Publicznych oraz Komisji Spraw Zagranicznych o rządowym projekcie ustawy o ratyfikacji paktu fiskalnego[d] www
- 22 II – informacja ministra edukacji narodowej o stanie przygotowań organów prowadzących do objęcia obowiązkiem szkolnym dzieci sześcioletnich www
- 8 III – poselski wniosek o wyrażenie wotum nieufności Radzie Ministrów kierowanej przez premiera Donalda Tuska i wybranie Piotra Glińskiego na stanowisko premiera (137 za, 236 przeciw, 41 wstrzymało się) www
- 20 III – informacja Ministra Spraw Zagranicznych o założeniach polskiej polityki zagranicznej w 2013 roku
- 21 III – pierwsze czytanie poselskiego projektu ustawy o zmianie ustawy o prokuraturze www
- 22 III – pierwsze czytanie poselskiego projektu ustawy o zmianie ustawy kodeks wyborczy www
- 22 III – informacja premiera na temat sytuacji w PLL LOT SA.
- 5 IV – wniosek o udzielenie wotum nieufności wobec Ministra Transportu, Budownictwa i Gospodarki Morskiej Sławomira Nowaka (210 za, 228 przeciw, 0 wstrzymało się) www
- 5 IV – sprawozdanie Komisji Sprawiedliwości i Praw Człowieka o obywatelskim projekcie ustawy o okręgach sądowych sądów powszechnych oraz o zmianie ustawy Prawo o ustroju sądów powszechnych www
- 18 IV – informacja o udziale Rzeczypospolitej Polskiej w pracach Unii Europejskiej w okresie VII-XII 2012 www
- 19 IV – sprawozdanie Komisji Polityki Społecznej i Rodziny o senackim projekcie ustawy o zmianie ustawy o emeryturach i rentach z Funduszu Ubezpieczeń Społecznych www
- 19 IV – pierwsze czytanie obywatelskiego projektu ustawy o rodzinnych ogrodach działkowych www
- 19 IV – pierwsze czytanie poselskiego projektu ustawy o ogrodach działkowych www
- 19 IV – pierwsze czytanie poselskiego projektu ustawy o zmianie ustawy o rodzinnych ogrodach działkowych, ustawy o podatku rolnym oraz ustawy o podatkach i opłatach lokalnych www
- 19 IV – pierwsze czytanie poselskiego projektu ustawy o ogrodach działkowych wwww
- 19 IV – pierwsze czytanie rządowego projektu ustawy o zmianie ustawy o urzędzie Ministra Obrony Narodowej oraz niektórych innych ustaw www
- 19 IV – informacja premiera w sprawie sytuacji w Fiat Auto Poland oraz w polskim przemyśle motoryzacyjnym.
- 23 V – sprawozdanie Komisji Kultury i Środków Przekazu o poselskim projekcie uchwały w sprawie ustanowienia dnia 4 czerwca Dniem Wolności i Praw Obywatelskich www
- 24 V – informacja Rady Ministrów na temat zapowiadanych przez firmy masowych zwolnień pracowników www
- 19 VI – sprawozdanie Komisji Obrony Narodowej o rządowym projekcie ustawy o zmianie ustawy o urzędzie Ministra Obrony Narodowej oraz niektórych innych ustaw
- 19 VI – pierwsze czytanie rządowego projektu ustawy o pomocy państwa w nabyciu pierwszego mieszkania przez ludzi młodych www
- 19 VI – sprawozdanie Komisji Polityki Społecznej i Rodziny o poselskim projekcie ustawy o zmianie ustawy o emeryturach i rentach z Funduszu Ubezpieczeń Społecznych www
- 20 VII – Informacja o istotnych problemach wynikających z działalności i orzecznictwa Trybunału Konstytucyjnego w 2012 roku www
- 21 VII – sprawozdanie Krajowej Rady Radiofonii i Telewizji z działalności w 2012 www
- 10 VII – informacja o działalności rzecznika praw obywatelskich za rok 2012 www
- 12 VII – powołanie Marka Michalaka na urząd rzecznika praw dziecka www (254 za, 137 przeciw, 20 wstrzymało się)
- 24 VII – sprawozdanie z działalności Narodowego Banku Polskiego w 2012 roku www
- 24 VII – sprawozdanie z działalności Najwyższej Izby Kontroli w 2012 roku www
- 25 VII – informacja o działalności Sądu Najwyższego w roku 2012 www
- 26 VII – sprawozdanie Komisji Finansów Publicznych o sprawozdaniu z wykonania budżetu za okres od 1 I – 31 XII 2012 r. www
- 26 VII – powołanie Krzysztofa Kwiatkowskiego na stanowisko prezesa Najwyższej Izby Kontroli www (268 za, 138 przeciw, 39 wstrzymało się)
- 11 IX – sprawozdanie Komisji Finansów Publicznych o rządowym projekcie ustawy o zmianie budżetu na rok 2013
- 11 X – pierwsze czytanie projektu budżetu na rok 2014 www
- 11 X – wniosek o udzielenie wotum nieufności wobec Ministra Rolnictwa i Rozwoju Wsi Stanisława Kalemby (184 za, 230 przeciw, 8 wstrzymało się) www
- 11 X – informacja Rady Ministrów na temat realizacji przez rząd "Paktu dla kultury" zakładającego podwyższenie wydatków na kulturę do co najmniej 1% PKB w perspektywie do 2015 r.
- 23 X – sprawozdanie Komisji Odpowiedzialności Konstytucyjnej z prac nad wnioskiem wstępnym o pociągnięcie do odpowiedzialności konstytucyjnej przed Trybunałem Stanu przewodniczącego KRRiT Jana Dworaka oraz członków Witolda Grabosia, Krzysztofa Lufta i Sławomira Rogowskiego www
- 23 X – pierwsze czytanie poselskiego projektu ustawy o zmianie Konstytucji Rzeczypospolitej Polskiej www
- 24 X – rozpatrzenie obywatelskiego wniosku o poddanie pod referendum ogólnokrajowe sprawy o szczególnym znaczeniu dla państwa i obywateli dotyczącej systemu edukacji – "Ratuj maluchy i starsze dzieci też" www
- 6 XI – sprawozdanie Komisji Infrastruktury o rządowym projekcie ustawy o zmianie ustawy o komercjalizacji, restrukturyzacji i prywatyzacji przedsiębiorstwa państwowego "Polskie Koleje Państwowe" www
- 3 XII – podjęcie uchwały w sprawie sytuacji na Ukrainie www
- 13 XII – podjęcie uchwały w sprawie upamiętnienia 32. rocznicy wprowadzenia stanu wojennego www

### Rok 2014
- 10 I – sprawozdanie z działalności generalnego inspektora ochrony danych osobowych w roku 2012 wraz ze stanowiskiem Komisji Sprawiedliwości i Praw Człowieka www
- 24 I – pierwsze czytanie przedstawionego przez Prezydenta Rzeczypospolitej Polskiej projektu ustawy o zmianie ustawy Prawo o zgromadzeniach www
- 24 I – podjęcie uchwały w sprawie sytuacji na Ukrainie www
- 5 II – informacja dla Sejmu i Senatu o udziale Rzeczypospolitej Polskiej w pracach Unii Europejskiej w okresie lipiec-grudzień 2013 (przewodnictwo Litwy w Radzie Unii Europejskiej) www
- 7 II – informacja Rady Ministrów o realizacji działań wynikających z "Krajowego programu przeciwdziałania narkomanii" w 2011 roku wraz ze stanowiskiem Komisji Zdrowia www
- 7 II – informacja Rady Ministrów o realizacji działań wynikających z "Krajowego programu przeciwdziałania narkomanii" w 2012 roku wraz ze stanowiskiem Komisji Zdrowia www
- 19 II – informacja prezesa Rady Ministrów w sprawie sytuacji na Ukrainie
- 5 III – informacja prezesa Rady Ministrów w sprawie aktualnej sytuacji na Ukrainie
- 5 III – podjęcie uchwały w sprawie solidarności z Ukrainą www
- 10 VI – wniosek o wyrażenie zgody na pociągnięcie do odpowiedzialności karnej Mariusza Kamińskiego za czyn określony we wniosku Prokuratora Okręgowego Warszawa-Praga w Warszawie www
- 25 VI – udzielenie wotum zaufania Radzie Ministrów (237 za, 203 przeciw, 20 nie głosowało) www
- 11 VII – sprawozdanie Krajowej Rady Radiofonii i Telewizji z działalności w 2013 www
- 25 VII – sprawozdanie Komisji Finansów Publicznych o sprawozdaniu z wykonania budżetu za okres od 1 I – 31 XII 2013 r. www
- 25 VII – powołanie Wojciecha Wiewiórowskiego na urząd Generalnego Inspektora Ochrony Danych Osobowych www
- 25 VII – pierwsze czytanie uchwały w sprawie powołania komisji śledczej w celu zbadania okoliczności powstania projektu ustawy o likwidacji WSI
- 12 IX – informacja dla Sejmu i Senatu o udziale Rzeczypospolitej Polskiej w pracach Unii Europejskiej w okresie styczeń – czerwiec 2014 (przewodnictwo Grecji w Radzie Unii Europejskiej) www
- 24 IX – podjęcie uchwały o wyborze na Marszałka Sejmu Radosława Sikorskiego – 233 głosów za, 143 głosów przeciw, 62 głosy wstrzymujące się www
- 24 IX – podjęcie uchwał o wyborze wicemarszałka Sejmu Elżbiety Radziszewskiej (245 za, 137 przeciw, 48 wstrzymujących się, 216 większość bezwzględna) www.
- 1 X – exposé premier Ewy Kopacz (→Rząd Ewy Kopacz)
- 1 X – udzielenie wotum zaufania Radzie Ministrów (259 za, 183 przeciw, 7 wstrzymujących się, 225 większość bezwzględna) www
- 10 X – pierwsze czytanie projektu budżetu na rok 2015 www
- 3 XII – odwołanie Wojciecha Wiewiórowskiego z urzędu Generalnego Inspektora Ochrony Danych Osobowych www

### Rok 2015
- 6 II – informacja dla Sejmu i Senatu o udziale Rzeczypospolitej Polskiej w pracach Unii Europejskiej w okresie lipiec-grudzień 2014 (przewodnictwo Włoch w Radzie Unii Europejskiej) www
- 9 IV – powołanie Edyty Bielak-Jomaa na urząd Generalnego Inspektora Ochrony Danych Osobowych www

### Uchwały
- 21 XII 2011 – w sprawie uczczenia pamięci Václava Havla www
- 22 XII 2011 – w sprawie uczczenia pamięci Karola Józefa Lipińskiego w 150. rocznicę Jego śmierci www
- 17 II 2012 – w sprawie upamiętnienia 70. rocznicy powstania Armii Krajowej www
- 17 II 2012 – w sprawie uczczenia pamięci Zygmunta Krasińskiego w 200. rocznicę Jego urodzin www
- 2 III 2012 – w sprawie sytuacji w Republice Białoruś www
- 30 III 2012 – w sprawie uczczenia pamięci Jana Rybkowskiego w 100. rocznicę Jego urodzin www
- 25 V 2012 – w sprawie uczczenia 75. rocznicy rozpoczęcia budowy Centralnego Okręgu Przemysłowego www
- 15 VI 2012 – w sprawie uczczenia pamięci Andrzeja Frycza-Modrzewskiego www
- 28 VI 2012 – w sprawie sprawozdania Krajowej Rady Radiofonii i Telewizji z działalności w 2011 roku www
- 28 VI 2012 – w sprawie nadania Stadionowi Narodowemu w Warszawie imienia Kazimierza Górskiego www
- 13 VII 2012 – w sprawie uczczenia 90. rocznicy powrotu części Górnego Śląska do odradzającego się Państwa Polskiego www
- 27 VII 2012 – w sprawie przyjęcia sprawozdania z wykonania budżetu państwa za okres od dnia 1 stycznia do dnia 31 grudnia 2011 r. oraz w sprawie absolutorium dla Rady Ministrów www
- 31 VIII 2012 – w sprawie hołdu wszystkim zamordowanym i represjonowanym na terenach Związku Radzieckiego w ramach tzw. Operacji Polskiej w latach 1937–1938 www
- 28 IX 2012 – w sprawie uczczenia 90. rocznicy rozpoczęcia budowy portu morskiego w Gdyni www
- 28 IX 2012 – w sprawie uczczenia 20. rocznicy nawiązania stosunków dyplomatycznych między Polską i Mołdawią www
- 12 X 2012 – w sprawie uczczenia pamięci Zofii i Stefana Korbońskich www
- 12 X 2012 – w sprawie wyrażenia Radzie Ministrów wotum zaufania www
- 9 XI 2012 – w związku z 70. rocznicą powstania Narodowych Sił Zbrojnych www
- 23 XI 2012 – w sprawie uczczenia 70. rocznicy powstania Rady Pomocy Żydom "Żegota" www
- 7 XII 2012 – w związku z 90. rocznicą zamordowania prezydenta Gabriela Narutowicza www
- 7 XII 2012 – w sprawie uczczenia 100. rocznicy urodzin Jerzego Turowicza www
- 14 XII 2012 – w sprawie uczczenia 200. rocznicy urodzin Hipolita Cegielskiego www
- 4 I 2013 – w 150. rocznicę wybuchu Powstania Styczniowego www
- 25 I 2013 – w sprawie upamiętnienia powstania Teatru Polskiego w Warszawie www
- 17 IV – w 70. rocznicę wybuchu Powstania w Getcie Warszawskim www
- 19 IV – w sprawie upamiętnienia 140. rocznicy urodzin Wojciecha Korfantego www
- 10 V 2013 – w sprawie przyznania Krakowowi roli gospodarza Zimowych Igrzysk Olimpijskich 2022 r. i Zimowych Igrzysk Paraolimpijskich 2022 r. www
- 22 V – w sprawie uczczenia pamięci Grzegorza Przemyka – ofiary stanu wojennego w 30. rocznicę Jego śmierci www
- 25 V – w sprawie ustanowienia dnia 4 czerwca Dniem Wolności i Praw Obywatelskich www
- 21 VI 2013 – w sprawie uczczenia pamięci Aleksandra Fredry w 220. rocznicę urodzin www
- 12 VII 2013 – w sprawie uczczenia pamięci profesorów uczelni lwowskich zamordowanych przez niemieckich okupantów w lipcu 1941 r. www
- 12 VII 2013 – Karta Praw Osób z Autyzmem www
- 12 VII 2013 – w sprawie uczczenia 70. rocznicy Zbrodni Wołyńskiej i oddania hołdu Jej ofiarom www
- 13 IX 2013 – w sprawie upamiętnienia 330. rocznicy bitwy pod Wiedniem www
- 27 IX 2013 – w sprawie ustanowienia 17 września Dniem Sybiraka www
- 23 X 2013 – w sprawie upamiętnienia 200. rocznicy śmierci księcia Józefa Poniatowskiego www
- 6 XI 2013 – w sprawie uczczenia pamięci Tadeusza Mazowieckiego www
- 8 XI 2013 – w sprawie upamiętnienia 95. rocznicy powstania rządu Ignacego Daszyńskiego www
- 8 XI 2013 – w 65. rocznicę śmierci Kardynała Augusta Hlonda www
- 6 XII 2013 – w sprawie upamiętnienia 95. rocznicy przyznania Polkom praw wyborczych www
- 12 XII 2013 – w sprawie uczczenia pamięci Włodzimierza Przerwy-Tetmajera w 90. rocznicę jego śmierci www
- 13 XII – w 95. rocznicę wybuchu Powstania Wielkopolskiego www
- 13 XII – w sprawie upamiętnienia 32. rocznicy wprowadzenia stanu wojennego www
- 22 I 2014 – w sprawie uczczenia pamięci Wincentego Witosa w 140. rocznicę jego urodzin www
- 21 II 2014 – w sprawie uczczenia pamięci Macieja Rataja w 130. rocznicę urodzin www
- 21 II 2014 – w sprawie upamiętnienia pułkownika Ryszarda Kuklińskiego www
- 24 IV 2014 – w sprawie upamiętnienia papieża błogosławionego Jana Pawła II www
- 24 IV 2014 – w sprawie uczczenia Jacka Kaczmarskiego w 10. rocznicę Jego śmierci www
- 9 V 2014 – w sprawie uczczenia 650-lecia Uniwersytetu Jagiellońskiego www
- 5 VI 2014 – w sprawie upamiętnienia 70. rocznicy zwycięskiej bitwy o Monte Cassino www
- 25 VII 2014 – w 70. rocznicę wybuchu Powstania Warszawskiego www
- 25 VII 2014 – w sprawie upamiętnienia 150. rocznicy śmierci Romualda Traugutta www
- 25 VII 2014 – w sprawie oddania hołdu bohaterom polskiej drogi do niepodległości www
- 25 VII 2014 – w sprawie upamiętnienia 150. rocznicy urodzin oraz 75. rocznicy śmierci Romana Dmowskiego www
- 12 IX 2014 – w 25. rocznicę powołania rządu Tadeusza Mazowieckiego www
- 26 IX 2014 – w sprawie uczczenia pamięci ofiar masowej zbrodni dokonanej na Pomorzu Gdańskim w latach 1939–1940 www
- 26 IX 2014 – w sprawie ludobójstwa dokonywanego na chrześcijanach, jazydach, Kurdach oraz przedstawicielach innych mniejszości religijnych i etnicznych przez organizację terrorystyczną Państwo Islamskie na obszarze północnego Iraku i Syrii www
- 10 X 2014 – w sprawie 30. rocznicy śmierci błogosławionego księdza Jerzego Popiełuszki www
- 3 III 2015 – w związku z tragiczną śmiercią Borysa Niemcowa www
- 15 V 2015 – w sprawie uczczenia pamięci Marszałka Józefa Piłsudskiego w 80. rocznicę śmierci www

### Wota nieufności
| Uzasadnia                  | Osoba                                                                      | Komisja opiniująca                              | Opinia komisji | Sprawozdawca         | Głosy | Głosy   | Głosy              | Decyzja                           | Nr druku |
| Uzasadnia                  | Osoba                                                                      | Komisja opiniująca                              | Opinia komisji | Sprawozdawca         | za    | przeciw | wstrzymujących się | Decyzja                           | Nr druku |
| -------------------------- | -------------------------------------------------------------------------- | ----------------------------------------------- | -------------- | -------------------- | ----- | ------- | ------------------ | --------------------------------- | -------- |
| Witold Waszczykowski (PiS) | Radosław Sikorski (Minister Spraw Zagranicznych)                           | Spraw Zagranicznych                             | negatywna      | Robert Tyszkiewicz   | 151   | 292     | 0                  | nieudzielone                      | 43       |
| Bolesław Piecha (PiS)      | Bartosz Arłukowicz (Minister Zdrowia)                                      | Zdrowia                                         | negatywna      | Maciej Orzechowski   | 205   | 230     | 1                  | nieudzielone                      | 100      |
| Sławomir Kłosowski (PiS)   | Krystyna Szumilas (Minister Edukacji Narodowej)                            | Edukacji, Nauki i Młodzieży                     | negatywna      | Domicela Kopaczewska | 188   | 235     | 20                 | nieudzielone                      | 407      |
| Bolesław Piecha (PiS)      | Bartosz Arłukowicz (Minister Zdrowia)                                      | Zdrowia                                         | negatywna      | Rajmund Miller       | 220   | 232     | 0                  | nieudzielone                      | 960      |
| Jarosław Kaczyński (PiS)   | Rada Ministrów                                                             | Skierowano do rozpatrzenia na posiedzeniu Sejmu | –              | –                    | 137   | 246     | 41                 | nieudzielone                      | 1096     |
| Patryk Jaki (PiS)          | Sławomir Nowak (Minister Transportu, Budownictwa i Gospodarki Morskiej)    | Infrastruktury                                  | negatywna      | Zbigniew Rynasiewicz | 210   | 228     | 0                  | nieudzielone                      | 1169     |
| Dawid Jackiewicz (PiS)     | Mikołaj Budzanowski (Minister Skarbu Państwa)                              | Skarbu Państwa                                  | negatywna      | Tadeusz Aziewicz     |       |         |                    | Wniosek wycofany 19 kwietnia 2013 | 1241     |
| Krzysztof Jurgiel (PiS)    | Stanisław Kalemba (Minister Transportu, Budownictwa i Gospodarki Morskiej) | Rolnictwa i Rozwoju Wsi                         | negatywna      | Artur Dunin          | 184   | 230     | 8                  | nieudzielone                      | 1720     |
| Anna Zalewska (PiS)        | Bartosz Arłukowicz (Minister Zdrowia)                                      | Zdrowia                                         | negatywna      | Beata Małecka-Libera | 215   | 233     | 0                  | nieudzielone                      | 2015     |
| Mariusz Błaszczak (PiS)    | Bartłomiej Sienkiewicz (Minister Spraw Wewnętrznych)                       | Administracji i Spraw Wewnętrznych              | negatywna      | Beata Bublewicz      | 213   | 235     | 1                  | nieudzielone                      | 2498     |
| Jarosław Kaczyński (PiS)   | Rada Ministrów                                                             | Skierowano do rozpatrzenia na posiedzeniu Sejmu | –              | –                    | 155   | 236     | 60                 | nieudzielone                      | 2528     |